# El Columpio Asesino
El Columpio Asesino és un grup de música de Pamplona (Navarra) format l'any 1999. Té un estil difícilment classificable, que va des del rock al punk, però sempre amb un toc molt personal, barrejant l'electrònica i els sintetitzadors. Les veus solen ser un altre instrument més amb el qual juguen i experimenten d'una manera diferent a l'acostumat. Les lletres poden ser senzilles i repetitives o ben críptiques i narratives, però sempre carregades de cruesa.

## Biografia
El grup neix l'any 1999 integrat per un grup de joves de l'escena local de Pamplona i s'assenta amb els germans Arizaleta (Álbaro i Raúl), Unai Medina i Xavier «Txibe» Ibero. Conten amb l'influència de grups com Pixies, Sonic Youth o The Clash.
Al desembre del 1999 graven una maqueta on deixen clar l'estil inclassificable i eclèctic de la seva música.
L'any 2001 queden en cinquena posició al concurs musical Villa de Bilbao i guanyen el Projecte Demo 2001 de Radio 3 (van gravar la seva tercera maqueta als estudis de RNE). Van actuar al Festival Internacional de Benicàssim d'aquest any i gravar una sessió de Los Conciertos de la 2 de TVE el dia 8 de juny.
Al juny de 2002 guanyen el concurs Lagarto Festival a Jaén i, posteriorment, l'organitzat per Sol Música i Terra en col·laboració amb Astro Discos. El premi és l'enregistrament i publicació de l'àlbum debut del grup. L'any 2003 publiquen un primer treball amb Astro Discos, de nom homònim al grup, gravat a Sant Sebastià entre setembre de 2002 i març de 2003. El presenten a l'edició de 2003 del Festival Internacional de Benicàssim.
El 2006 es distribueix el seu segon treball: De mi sangre a tus cuchillas, on fan gala una vegada més del seu inefable estil musical. En el disc col·labora Olatz, de Las Perras del Infierno, posant veu femenina en la cançó «Lucas 44-48». El nom d'aquest disc resulta de la dedicatòria al grup que Alejandro Jodorowsky li va fer a Álbaro a un dels seus llibres. Durant l'estiu d'aquest any tornen a actuar al Festival Internacional de Benicàssim, actuació que s'inclou en la seva gira que els porta a Mèxic després de passar per diversos punts d'Espanya.
Durant l'any 2008 publiquen el tercer disc, titulat La gallina (Astro-Pias Spain) amb el qual han girat fins al 2010 per Espanya, Xina, Filipines, Mèxic i El Salvador.
L'any 2011 publiquen el seu quart àlbum d'estudi, Diamants amb el qual han rebut grans afalacs, inclòs el nomenament del millor disc nacional de l'any segons la revista Mondosonoro. El 2012 continuaran la gira de presentació del disc.

## Membres actuals
- Álvaro Arizaleta (veu i bateria)
- Raúl Arizaleta (guitarra)
- Iñigo "Sable" Sola (trompeta, percussions i sintetitzadors)
- Cristina Martínez (guitarra i veu)
- Daniel Ulecia (baix)

### Membres anteriors
- Unai Medina (guitarra i sintetitzadors)
- David Orduña (trompeta)
- Birjinia Ekisoain (cors)
- Asier, Mikel e Iñigo (txalaparta)
- Miguel "Goldfinger" Abril (sampler).
- Jon Ulecia (teclats).
- Xabier "Txibe" Ibero (baix)
- Markos Tantos (guitarra)
- Roberto Urzaiz (baix)

## Discografia
| Data de llançament | Títol                             | Discogràfica            |
| ------------------ | --------------------------------- | ----------------------- |
| 2003               | El columpio asesino               | Astro Discos            |
| 2006               | De mi sangre a tus cuchillas      | Astro Discos            |
| 2008               | La gallina                        | Astro Discos-Pias Spain |
| 2011               | Diamantes                         | Mushroom Pillow         |
| 2014               | Ballenas muertas en San Sebastián | Mushroom Pillow         |
| 2020               | Ataque celeste                    | Oso Polita Records      |